# Levan (Utah)
Levan è una città degli Stati Uniti d'America, situata nello Stato dello Utah, nella Contea di Juab.